# Montes de Abor
Los montes Abor es una región de Arunachal Pradesh en el extremo noreste de la India, cerca de China. Los montes Abor limitan con los montes Mishmi y con los montes Miri, y que confluyen en el río Dibang, un afluente del Brahmaputra.
Durante el Raj Británico, los montes tenían la reputación de ser un área problemática, y expediciones militares fueron enviadas en contra de los residentes en los años 1890. La región estaba administrada como el distrito de los montes Abor desde 1948, con sus cuarteles en Pasighat, pero después se reorganizó convirtiéndose en los distritos de Valle bajo del Dibang y Lohit.
Los montes Abor son una extensión del país en la frontera noreste de la India, ocupada por una tribu independiente, los Adi, anteriormente conocidos como los Abors. Se encuentra al norte del distrito de Lakhimpur, en la provincia de Bengala Oriental y Assam, y está unido al este con montes Mishmi y al oeste con montes Miri, las villas de la tribu se extienden hasta el río Dibong. El término Abor es una palabra Assamese, que significa "bárbaro" o "independiente", siendo aplicado en un sentido general por los Assamese para denominar a muchas tribus fronterizas; pero en su sentido estricto es usado especialmente para la extensión del norte, debido a que los Abi eran considerados difíciles de controlar, y oponían resistencia a la autoridad centralizada. En tiempos anteriores asaltaban las llanuras de Assam, y han sido objeto de más de una expedición de represalia por el gobierno británico. En 1893-1894 se dio la primera expedición Bor Abor. Algunos policías militares fueron asesinados en territorio británico, y una fuerza de 600 unidades fue enviada, atravesando la campiña de Abor, y destruyendo las villas relacionadas con los asesinatos y a las villas que se oponían a la expedición.